# Élastine

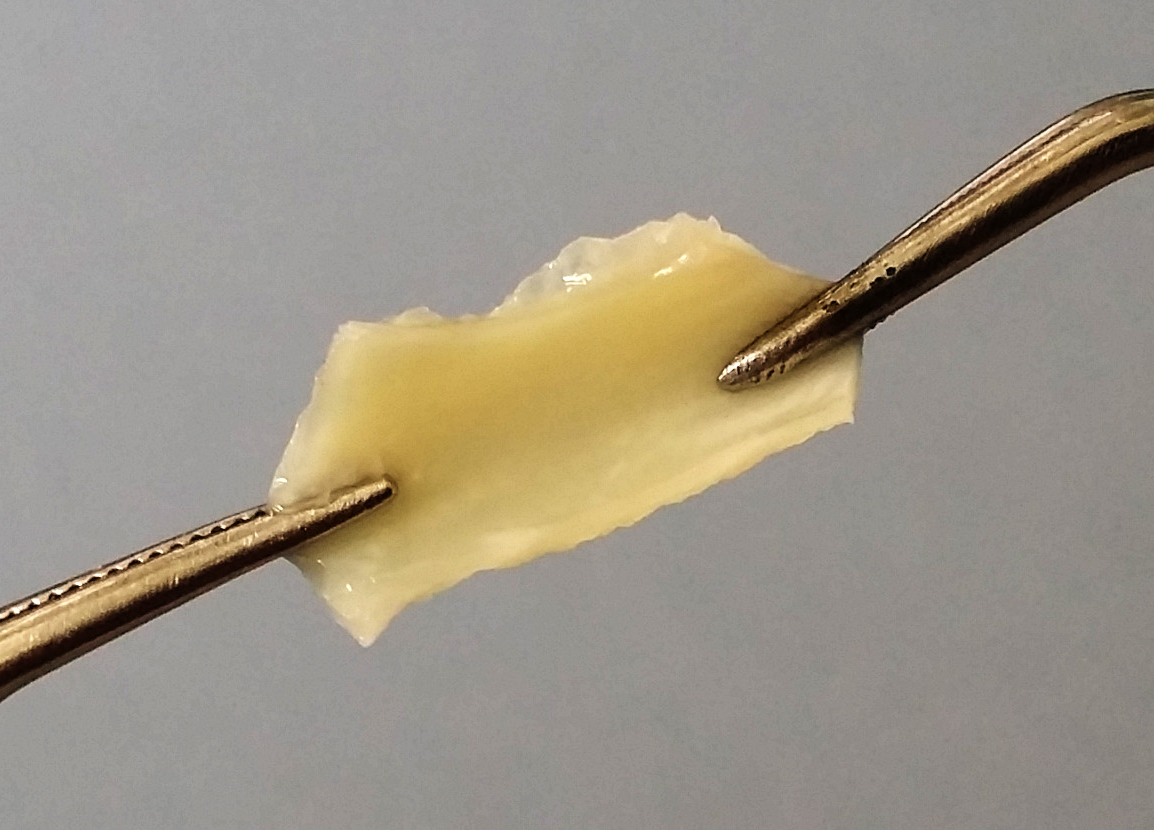
Élastine purifiée d'aorte bovine.

L'élastine est une protéine de la famille des protéines fibreuses de type structural. Sécrétée par les fibroblastes essentiellement durant la période de croissance, elle possède des propriétés élastiques qui expliquent que la peau reprenne sa forme initiale après un pincement ou un étirement. 
Sa synthèse diminue avec l'âge et l'élastine se trouve remplacée par du collagène inextensible. Les rides et les vergetures sont un exemple visible de ce processus, qui est lié à des contraintes mécaniques. Le vieillissement cutané en est un deuxième exemple.
Une peau jeune avant 30 ans possède jusqu’à cinq fois plus d’élastine qu’une peau âgée après 45 ans[réf. nécessaire].

## Point de vue biochimique
Sur le génome, le gène codant l’élastine est situé sur le chromosome 7, locus 7q11.23. L'élastine est une chaîne polypeptidique longue de 750 acides aminés. Elle est constituée majoritairement de prolines et de glycines. Elle a un poids de 68kDa. La forte teneur en acides aminés hydrophobes est responsable de l’élasticité. La desmosine entre dans la composition de l'élastine. L'élastine est une protéine qui n’a pas de structure d'organisation d'ordre supérieur déterminée. Elle adopte plutôt une structure "en organisation d'ordre supérieur" (pas globulaire ou tertiaire car l'élastine est une protéine fibreuse) aléatoire. Les acides aminés hydrophobes se camouflent ou s'éloignent du milieu aqueux et ils entraînent la protéine à s’enrouler sur elle-même au hasard. Alors, l’élastine  varie à l'intérieur d'une série de conformations partiellement étirées. La chaîne polypeptidique est donc lâche et non structurée. 
Lorsque le tissu contenant l’élastine subit un étirement, l’élastine se déroulant expose ses résidus hydrophobes, ce qui crée une situation thermodynamiquement instable. Après l’étirement, la force hydrophobe poussera la chaîne polypeptidique à retourner vers sa forme globulaire de départ. Ainsi, l’élasticité est due à la capacité individuelle des protéines à se dérouler de manière réversible pour adopter une conformation allongée et à reprendre spontanément leur forme enroulée dès que la tension est relâchée. 
Les molécules d’élastine sont regroupées entre elles via des liaisons transversales covalentes entre leurs résidus lysine. C’est de cette manière que les fibres élastiques sont formées et aussi c'est ce qui explique leur force élastique.
La synthèse d'élastine nécessite du silicium ; c'est d'ailleurs l'aorte qui contient les plus grandes quantités de fibres élastiques et de silicium.

## Dans la matrice extracellulaire
L'élastine est synthétisée et sécrétée dans l’espace extracellulaire par les fibroblastes d'abord en proélastine, puis en tropoélastine. L’élastine est la composante majeure — jusqu’à 90 % — des fibres élastiques auxquelles s’ajoute la fibrilline. Donc, le collagène, associé à l’élastine et la fibrilline qui forment les fibres élastiques, par des liaisons transversales covalentes, sont les principaux constituants de la matrice extracellulaire. La production totale d’élastine s’arrête autour de la puberté. Après quoi, la quantité d'élastine disponible diminuera avec le temps.

## Dégradation
La dégradation de l’élastine est liée à l’action de l’élastase, une enzyme sécrétée par les fibroblastes. L’action enzymatique de l’élastase est inhibée par l’α1-antitrypsine. L'inhibition de la dégradation crée un équilibre augmentant la stabilité de l'élastine.

## Rôle
Des traits distinctifs caractérisent l’élastine : l'élastine permet aux cellules de se lier et permet aux tissus biologiques de se former. Ainsi, le bon fonctionnement de la peau, des poumons, des vaisseaux sanguins, des tissus conjonctifs, de certains tendons et cartilages est étroitement lié aux caractéristiques de l’élastine. Comme son nom l’indique, l’élastine est élastique. À diamètre égal, elle est cinq fois plus élastique qu'un élastique. Elle peut s’étirer jusqu’à 150 % de sa longueur au repos avant de se briser. Ainsi, elle permet aux tissus de s’étirer et de retrouver leur état initial après l’étirement, ce qui leur donne de la souplesse.

## Au microscope
Au point de vue de l'observation au microscope, l’élastine est peu visible à la suite de colorations classiques à l’éosine-hématoxyline, c’est pourquoi la coloration à l’argent est utilisée.

## Distribution dans l'organisme
Dans l’organisme, l’élastine se retrouve dans les tissus sujets à de continuelles déformations physiques, pressions et changements importants de tension.

### Les artères élastiques
On retrouve l'élastine dans la média des artères élastiques telles que l’aorte, ses principaux embranchements et les artères pulmonaires. Ainsi, la paroi de ces artères peut atteindre une concentration de 40 % en élastine, comparativement à 10 % dans les artères musculaires. Cela confère aux artères élastiques une très grande extensibilité. Le rôle de l’élastine est donc primordial pour la distribution du sang dans l’organisme à la suite de chaque battement cardiaque. Au cours du vieillissement, la perte d’élastine cause une rigidification des artères.

### Les alvéoles pulmonaires
L’élastine est aussi présente dans les parois des alvéoles pulmonaires. Celle-ci est responsable de l’expansion alvéolaire lors de l’inspiration et de la compression alvéolaire lors de l’expiration.

### Le derme
L’élastine se retrouve dans le derme de la peau, celui-ci agissant en tant que soutien. Au cours du vieillissement, par exemple, la perte d’élasticité et de tonicité du derme qui ne peut plus s’opposer aux effets de contraction des muscles sous-jacents donne lieu à l’apparition des rides. Par ailleurs, l’exposition aux ultraviolets augmente la dégradation de l’élastine.

## Maladies

### Le syndrome de Williams
Le syndrome de Williams est une maladie génétique causée par une ou des mutations sur le chromosome 7. Certaines anomalies caractéristiques de cette condition peuvent être expliquées par des mutations du gène de l’élastine. La sténose aortique,, en est une.
Le syndrome d'Ehlers-Danlos est une autre maladie liée des tissus conjonctifs et du collagène (parfois en combinaison à une condition d'hypermobilité articulaire).

### L'emphysème pulmonaire
Une destruction des parois alvéolaires donnant naissance à des sacs plus ou moins importants qui perdent leur compressibilité est appelée emphysème pulmonaire.

#### L'emphysème pulmonaire en tant que maladie génétique
Un déficit en α1-antitrypsine est une affection génétique à transmission autosomique récessive. Il y a donc une perte d’inhibition de la dégradation de l’élastine par l’élastase. Cela conduit à la destruction de la paroi alvéolaire, entraînant comme conséquence un emphysème pulmonaire.

#### L'emphysème pulmonaire comme conséquence au tabagisme
Le tabagisme augmente la réaction inflammatoire dans les poumons, s’ensuit donc une augmentation de la dégradation de l’élastine par l’élastase. C’est ainsi que le tabac mène vers l’emphysème pulmonaire.